# Antonín Ehrenberger
Antonín Ehrenberger – czeski strzelec, uczestnik Olimpiady Letniej 1906. Reprezentant klubu „Ceská Obec Strelecký Praha”.
Brał udział w Olimpiadzie Letniej 1906 w Atenach (jako jedyny strzelec reprezentujący Królestwo Czech). Został sklasyfikowany w pięciu konkurencjach. Najwyższe miejsce (10. pozycja) zajął w strzelaniu z karabinu wojskowego z 200 metrów. W pozostałych konkurencjach uzyskiwał jednak znacznie słabsze rezultaty, wyprzedzając na ogół tylko strzelców, którzy nie ukończyli zawodów.

## Wyniki olimpijskie
| Igrzyska | Konkurencja                                                  | Wynik       | Miejsce    | Źródło |
| -------- | ------------------------------------------------------------ | ----------- | ---------- | ------ |
| OL 1906  | Pistolet dowolny, 25 m                                       | 174 punkty  | 26 (na 28) | [ 1 ]  |
| OL 1906  | Rewolwer wojskowy, 20 m (Gras 1873-1874)                     | 55 punktów  | 29 (na 31) | [ 2 ]  |
| OL 1906  | Karabin dowolny, dowolna pozycja, 300 m                      | 113 punktów | 31 (na 35) | [ 3 ]  |
| OL 1906  | Karabin wojskowy, klęcząc lub stojąc, 200 m (Gras 1873-1874) | 161 punktów | 10 (na 31) | [ 4 ]  |
| OL 1906  | Karabin wojskowy, klęcząc lub stojąc, 300 m                  | 104 punkty  | 41 (na 46) | [ 5 ]  |